# Tema de Sirmio

Temas bizantinos por volta de 1045. O Tema de Sirmio aparece no alto à esquerda

Tema de Sirmio (em grego: Θέμα Σιρμίου) foi um tema bizantino (uma província civil-militar) que existiu na região atualmente ocupada pela Sérvia, Croácia e Bósnia e Herzegovina no século XI. Sua capital era Sirmio (atual Sremska Mitrovica).

## História
No século VI, outra província bizantina existiu na região, conhecida como Panônia e também tinha sua capital em Sirmio, mas tinha uma extensão bem menor.
No início do século XI, a área que seria ocupada pelo tema estava entre os domínios do Primeiro Império Búlgaro, comandado pelo tsar Samuel, e o voivoda ("duque") conhecido como Sermão governava Sirmio e suas redondezas. Numa longa guerra, o imperador bizantino Basílio II Bulgaróctono conquistou a Bulgária e criou novos temas comandados por seus generais (estrategos) para governar a região. A parte central do reino de Samuel se tornou o Tema da Bulgária, a nordeste, o Tema de Parístrio e a noroeste, o Tema de Sirmio.
As fronteiras exatas do novo tema são incertas: de acordo com algumas fontes, o tema incluía a região de "Sírmia" (na margem norte do rio Sava) além de partes dos territórios atuais da Sérvia e da Bósnia-Herzegovina na margem sul, enquanto que outras, elas se estendiam ao longo da margem sul do Danúbio e seguiam o curso do rio Sava.
Nesta época, o nome "Sírmia" era utilizado como uma designação para o territórios em ambas as margens do Sava, enquanto que, posteriormente, os nomes "Sírmia deste lado" (ao norte do Sava) e "Sírmia do outro lado" (ao sul) passaram a ser utilizadas até que, finalmente, o território ao sul recebeu o nome de "Mačva". 
Após a Batalha de Manzicerta em 1071 e o tumulto que resultou da trágica derrota, o Reino da Hungria conquistou a Sírmia, mas os bizantinos conseguiram reconquistá-la na Batalha de Sirmio (1167), comandados pelo general Andrônico Contostefano, na época da restauração Comnena. Nos últimos anos do século XII, o poder bizantino se esvaiu e a emergência do Segundo Império Búlgaro criou um novo adversário pelo controle da região. Eventualmente, no decorrer dos séculos XIII e XIV, os vários estados sérvios se sucederiam no controle da região. Um deles, o Reino da Sírmia, era baseado justamente no território controlado pelo então extinto Tema de Sirmio.

## Estrategos
- Constantino Diógenes, 1018–1029
- Teófilo Erótico, 1040
- Ljutovid, fl. 1039-1042